# Brian Baloyi
Brian Bafana Baloyi (ur. 16 marca 1974 w Alexandrze) – południowoafrykański piłkarz grający na pozycji bramkarza.
Karierę piłkarską rozpoczął w Kaizer Chiefs, barwom którego to klubu był wierny przez ponad dekadę. W roku 2004 zmienił otoczenie i przeniósł się do Mamelodi Sundowns, gdzie gra do dziś.
Występował w reprezentacji RPA, członkiem której był na Mistrzostwach Świata 1998, gdzie jednak nie zagrał ani minuty oraz na Igrzyskach Olimpijskich w Sydney, gdzie również 'Bafana Bafana' nie wyszli z grupy.